# 廿日市市立吉和中学校
廿日市市立吉和中学校（はつかいちしりつよしわちゅうがっこう）は、広島県廿日市市吉和にある公立中学校。

## 概要
廿日市市立吉和小学校との小中一貫教育を実施している。

## 沿革
- 1947年（昭和22年） - 学制改革により、吉和村立吉和中学校設立。
- 2003年（平成15年）3月1日 - 廿日市市との合併により、廿日市市立吉和中学校と改称
- 2009年（平成21年）- 廿日市市立吉和小学校との小中一貫教育を開始

## 校区
- 廿日市市立吉和小学校の校区[3]
  - 吉和

## 部活動
- 卓球部（男子）[4]
- スキー部（男子）